# Ščuč'ja
La Ščuč'ja (in russo Щучья?; in lingua nenec: Пыряяха, Pyrjajacha) è un fiume della Russia siberiana nordoccidentale, affluente di sinistra dell'Ob'. Nel suo corso superiore viene chiamata Bol'šaja Ščuč'ja (grande Ščuč'ja). Scorre nel Priural'skij rajon del Circondario autonomo Jamalo-Nenec che fa parte dell'oblast' di Tjumen'.

## Descrizione
La Ščuč'ja nasce dal lago Bol'šoe Ščuč'e, nel pedemonte orientale degli Urali polari, la sezione più settentrionale della catena. A volte la fonte principale è considerata il fiume Pyrjatane, lungo 18 km, originario dal massiccio del Chajdu-paj (Хайду-пай) e che sfocia nel lago Bol'šoe Ščuč'e. 
La lunghezza della Ščuč'ja è di 565 km. L'area del suo bacino è di 12 300 km². La sua portata media, a 141 km dalla foce, all'altezza dell'insediamento di Ščuč'e, è di 104,23 m³/s.
Il fiume scorre lungo la parte meridionale della penisola Jamal, dapprima con direzione sudorientale con un corso ricco di meandri, piegando successivamente in direzione sud fino a sfociare nell'Ob', o meglio nel suo braccio deltizio chiamato Malaja Ob', formando un basso delta paludoso con un gran numero di laghi e stagni. Il delta è diviso in tre rami principali: a destra il Chasujjachu, al centro l'Er"jachu, a sinistra lo Jamburinskij.
Gli unici due insediamenti lungo il corso del fiume sono: Ščuč'e (Щучье), che si trova alla confluenza (da sinistra) con il maggior affluente, il Tanlavajacha (Танлаваяха), e la stazione commerciale di Laborovaja (Лаборовая) nel corso superiore. Altri affluenti sono: Chėjacha e Jun-jacha da sinistra; Bol'šaja Chodata da destra.
Il fiume, il cui bacino si trova nella zona del permafrost, è gelato, mediamente, da ottobre a fine maggio/giugno e si congela completamente da febbraio ad aprile; alla fine di questo periodo si hanno i valori minimi annui di portata (che toccano il valore di 0 m³/s, con il congelamento di tutta la sezione del fiume), mentre successivamente al disgelo si hanno grandi piene che innalzano il livello delle acque anche di 6-7 metri.